# Za 100 let
„Za 100 let“ je singl ke stému výročí Československa od Za100let. Píseň byla vydána 15. října 2018 na YouTube. Nápad na píseň vznikl v létě roku 2018 při setkání Supraphonu se zástupci elektronických médií.

## Podíleli se

### Zpěv
- Marek Ztracený
- Tomáš Klus
- František Černý (ze skupiny Čechomor)
- Mirai Navrátil (ze skupiny Mirai)
- Ewa Farna
- Jindřich Polák (ze skupiny Jelen)
- Ondřej Ládek (známý také jako Xindl X)
- Michal Hrůza
- David Stypka
- Petr Lexa (ze skupiny Slza)
- Václav Bláha  (ze skupin Divokej Bill a Medvěd 009)
- Deborah Kahl (známá jako Debbi)
- Jana Infeldová (ze skupiny Jananas)

### Text a hudba
- Jana Infeldová (ze skupiny Jananas)
- Jan Vávra (ze skupiny Jananas)

### Ostatní
- Publishers, Jakub Svoboda – produkce videoklipu, kamera, střih
- Janek Cingroš – kreativní producent videoklipu
- Filip Mošner – nahrávání a mastering
- Dalibor Cidlinský Jr. – piáno, klávesy, synths, programming, hudební producent a mix